# Zandduikers
Zandduikers (Creediidae) zijn een familie van straalvinnige vissen uit de orde van Baarsachtigen (Perciformes).

## Geslachten
- Myopsaron Shibukawa, 2010
- Apodocreedia de Beaufort, 1948
- Chalixodytes Schultz, 1943
- Creedia Ogilby, 1898
- Crystallodytes Fowler, 1923
- Limnichthys Waite, 1904
- Schizochirus Waite, 1904
- Tewara Griffin, 1933